# Bookdealer
Bookdealer è un sito web italiano per l'acquisto di libri online. La particolarità di Bookdealer è che consente agli utenti di scegliere in quale libreria indipendente effettuare l’acquisto.

## Storia
Bookdealer nasce nell’agosto del 2020 da un’idea dell’editore Leonardo Taiuti, del libraio Mattia Garavaglia, di Daniele Regi e Massimiliano Innocenti, i quattro soci dell’attività. Il loro obiettivo era sostenere le piccole librerie indipendenti, già da tempo in crisi a causa della concorrenza dei colossi del web.

## Come funziona
L'utente cerca i libri che desidera acquistare e li aggiunge al carrello, dopodiché sceglie la libreria in cui vuole concludere l'ordine. In alternativa, può scegliere per prima la libreria e poi procedere alla selezione dei libri da comprare. La consegna può essere effettuata a domicilio direttamente dal libraio (la soluzione più economica) o tramite corriere. È disponibile anche l’opzione di recarsi personalmente a ritirare i libri in negozio. I tempi di consegna dipendono dalla disponibilità del libro e dal tipo di consegna, ma qualora i libri siano già presenti sugli scaffali del punto vendita l’ordine viene recapitato molto velocemente, spesso anche nell’arco della giornata.
Ogni libreria ha una propria pagina profilo sul sito. Può creare una vetrina virtuale e dare consigli sui libri ai lettori. L’obiettivo di questo servizio è consentire alle librerie indipendenti di fare fronte comune contro i colossi del web e dare al lettore un’alternativa concreta per i propri acquisti online.
Il portale, gratuito per le librerie, promuove una modalità d’acquisto online sostenibile, perché una parte consistente della tariffa spesa dagli utenti per farsi recapitare i libri a domicilio, oltre al prezzo di copertina nella sua interezza, finisce direttamente nelle tasche dei librai.